# Пламмер (Айдахо)
Пламмер (англ. Plummer) — місто в окрузі Бенева, штат Айдахо, США. Згідно з переписом 2010 року населення становило 1 044 особи, що на 54 особи більше, ніж 2000 року. Це найбільше місто в межах резервації Коур-д'Алін і до нього можна дістатися трасою U.S. Route 95, найголовнішим шляхом сполучення півночі штату з півднем.

## Географія
Пламмер розташований за координатами 47°19′47″ пн. ш. 116°53′6″ зх. д. / 47.32972° пн. ш. 116.88500° зх. д. (47.329719, -116.884978).  За даними Бюро перепису населення США в 2010 році місто мало площу 3,25 км², уся площа — суходіл.

### Клімат
| Клімат : Пламмер        | Клімат : Пламмер | Клімат : Пламмер | Клімат : Пламмер | Клімат : Пламмер | Клімат : Пламмер | Клімат : Пламмер | Клімат : Пламмер | Клімат : Пламмер | Клімат : Пламмер | Клімат : Пламмер | Клімат : Пламмер | Клімат : Пламмер | Клімат : Пламмер |
| Показник                | Січ.             | Лют.             | Бер.             | Квіт.            | Трав.            | Черв.            | Лип.             | Серп.            | Вер.             | Жовт.            | Лист.            | Груд.            | Рік              |
| Абсолютний максимум, °C | 13,3             | 16,7             | 21,1             | 25,6             | 33,3             | 35,0             | 38,3             | 37,8             | 36,1             | 30,0             | 18,3             | 13,9             | 38,3             |
| Середній максимум, °C   | 2,2              | 5,1              | 8,6              | 13,0             | 17,8             | 21,1             | 27,5             | 27,5             | 23,0             | 13,7             | 6,1              | 1,2              | 13,9             |
| Середній мінімум, °C    | −4,2             | −3               | −1,1             | 1,2              | 3,6              | 6,9              | 10,3             | 10,0             | 6,3              | 1,3              | −0,8             | −4,2             | 2,2              |
| Абсолютний мінімум, °C  | −26,1            | −26,1            | −17,8            | −8,3             | −3,9             | −2,2             | 2,2              | −0,6             | −2,8             | −12,8            | −21,1            | −22,2            | −26,1            |
| Норма опадів, мм        | 81               | 75               | 58               | 49               | 64               | 41               | 15               | 18               | 19               | 55               | 100              | 104              | 678              |
| Днів з опадами          | 13               | 12               | 10               | 10               | 9                | 8                | 3                | 3                | 3                | 8                | 16               | 14               | 109,0            |
| ----------------------- | ---------------- | ---------------- | ---------------- | ---------------- | ---------------- | ---------------- | ---------------- | ---------------- | ---------------- | ---------------- | ---------------- | ---------------- | ---------------- |
| Джерело:                |                  |                  |                  |                  |                  |                  |                  |                  |                  |                  |                  |                  |                  |

## Демографія

### Перепис 2010 року
Згідно з переписом 2010 року, у місті проживало 1 044 особи у 374 домогосподарствах у складі 261 родин. Густота населення становила 322,5 особи/км². Було 405 помешкань, середня густота яких становила 121,5/км². Расовий склад міста: 45,7 % білих, 1,1 % афроамериканців, 42,7 % індіанців, 0,1 % тихоокеанських остров'ян, 0,7 % інших рас, а також 9,8 % людей, які зараховують себе до двох або більше рас. Іспанці і латиноамериканці незалежно від раси становили 8,0 % населення.
Із 374 домогосподарств 43,3 % мали дітей віком до 18 років, які жили з батьками; 41,7 % були подружжями, які жили разом; 15,2 % мали господиню без чоловіка; 12,8 % мали господаря без дружини і 30,2 % не були родинами. 25,4 % домогосподарств складалися з однієї особи, у тому числі 10,9 % віком 65 і більше років. В середньому на домогосподарство припадало 2,78 мешканця, а середній розмір родини становив 3,27 особи.
Середній вік жителів міста становив 31,4 року. Із них 32,8 % були віком до 18 років; 9,6 % — від 18 до 24; 22,3 % від 25 до 44; 24,8 % від 45 до 64 і 10,3 % — 65 років або старші. Статевий склад населення: 51,1 % — чоловіки і 48,9 % — жінки.
Середній дохід на одне домашнє господарство  становив 45 314 долари США (медіана — 39 688), а середній дохід на одну сім'ю — 47 739 доларів (медіана — 39 196). Медіана доходів становила 32 708 доларів для чоловіків та 38 125 доларів для жінок. За межею бідності перебувало 30,4 % осіб, у тому числі 42,8 % дітей у віці до 18 років та 11,1 % осіб у віці 65 років та старших.
Цивільне працевлаштоване населення становило 452 особи. Основні галузі зайнятості: мистецтво, розваги та відпочинок — 33,6 %, освіта, охорона здоров'я та соціальна допомога — 24,6 %, публічна адміністрація — 13,1 %, роздрібна торгівля — 11,3 %.

### Перепис 2000 року
Згідно з переписом 2000 року, у місті проживало 990 осіб у 336 домогосподарствах у складі 257 родин. Густота населення становила 338,3 особи/км². Було 380 помешкань, середня густота яких становила 129,8/км². Расовий склад міста: 55,86 % білих, 0,71 % афроамериканців, 39,29 % індіанців, 0,10 % азіатів, 0,10 % тихоокеанських остров'ян, 0,81 % інших рас і 3,13 % людей, які зараховують себе до двох або більше рас. Іспанці та латиноамериканці незалежно від раси становили 2,93 % населення.
Із 336 домогосподарств 38,4 % мали дітей віком до 18 років, які жили з батьками; 49,4 % були подружжями, які жили разом; 17,3 % мали господиню без чоловіка, і 23,5 % не були родинами. 19,6 % домогосподарств складалися з однієї особи, у тому числі 8,0 % віком 65 і більше років. В середньому на домогосподарство припадало 2,95 мешканця, а середній розмір родини становив 3,33 особи.
Віковий склад населення: 33,3 % віком до 18 років, 12,2 % від 18 до 24, 26,6 % від 25 до 44, 17,6 % від 45 до 64 і 10,3 % років і старші. Середній вік жителів — 29 років. Статевий склад населення: 47,0 % — чоловіки і 53,0 % — жінки.
Середній дохід домогосподарств у місті становив US$28 438, родин — $31 806. Середній дохід чоловіків становив $26 583 проти $20 357 у жінок. Дохід на душу населення в місті був $10 564. Приблизно 17,3 % родин і 22,0 % населення перебували за межею бідності, включаючи 23,8 % віком до 18 років і 18,8 % від 65 і старших.